# 枝国駅
枝国駅（えだくにえき）は、かつて福岡県飯塚市枝国にあった、日本国有鉄道（国鉄）幸袋線の貨物駅（廃駅）である。貨物支線の廃線に伴い、1965年（昭和40年）10月1日に廃駅となった。

## 歴史
- 1909年（明治42年）1月1日：開業[1]。
- 1965年（昭和40年）10月1日：貨物支線の廃止に伴い、廃止[1]。

## 隣の駅
日本国有鉄道
幸袋線
二瀬駅 - 枝国駅